# Ренато Сальваторі
Ренато Сальваторі (італ. Renato Salvatori; 20 березня 1933, Серавецца, Італія — 27 березня 1988, Рим, Італія) — італійський актор.

## Біографія
Ренато Сальваторі народився в родині муляра. Спочатку працював рятувальником у Форте-дей-Мармі. Його акторська кар'єра розпочалася ще підлітком, коли він грав романтичні ролі для неповнолітніх. Його помітив кінорежисер Лучано Еммер, який запропонував йому роль сварливого хлопця у фільмі «Дівчата з площі Іспанії» (Le ragazze di Piazza di Spagna) у 1952 році.
Він став відомим насамперед своїми ролями у кримінальних фільмах. Володіючи гострохарактерною зовнішністю, грав ролі негативних героїв — усяких мерзотників, шахраїв, бандитів, пройдисвітів. Першою значною роллю був Сімоне Паронді у фільмі «Рокко та його брати» (1960) режисера Лукіно Вісконті.
На знімальному майданчику цього фільму він у 1960 році познайомився з французькою акторкою Анні Жирардо, з якою одружився 6 січня 1962 року. 5 липня 1962 року у них народилася дочка Джулія, пізніше вони розійшлися, але ніколи не розлучалися.
Ренато Сальваторі помер від цирозу печінки через тиждень після свого 55-го дня народження. Він похований на некатолицькому кладовищі в Римі.

## Фільмографія
- 1958 : «Зловмисники, як завжди, залишилися невідомими» / (I soliti ignoti) — Маріо Анджелетті
- 1959 : «Зухвалий наскок невідомих зловмисників» / (Audace colpo dei soliti ignoti) — Маріо Анджелетті
- 1959 : «Пекло в місті» / (Nella città l'inferno) — П'єро
- 1960 : «Чочара» / (La ciociara) — Флоріндо, водій вантажівки
- 1960 : «Рокко та його брати» /
- 1967 : «Гарем» /
- 1971 : «Маяк на краю світу» / (The Light at the Edge of the World) — Монтефіоре
- 1973 : «Коротка відпустка» / (Una breve vacanza) — Франко
- 1975 : «Поліцейська історія» / (Flic Story) — Маріо Пончіні
- 1975 : «Циган» /
- 1976 : «Ясновельможні трупи» / (Cadaveri eccellenti) — комісар поліції
- 1976 : «Тодо модо» / (Todo modo) — доктор Скаламбрі, слідчий
- 1979 : «Місяць»[it] / (La luna) — комуніст
- 1981 : «Ас» / (Asso) — Бретелло, хазяїн бару
- 1981 : «Трагедія смішної людини» / (La tragedia di un uomo ridicolo) — полковник Маккі